# 原昭彦
原 昭彦（はら あきひこ、1967年（昭和42年）9月23日 - ）は日本の実業家。成城石井代表取締役社長を務めた。

## 経歴
東京都出身。1990年に駒澤大学経営学部を卒業後、成城石井へ入社。
バイヤーなどを経験し、商品部部長、営業本部本部長などを経て2010年9月から社長となる。
2024年5月に任期満了に伴い、社長を退任。

## テレビ出演
- 日経スペシャル カンブリア宮殿 "こだわり"で客を魅了するスーパー『成城石井』人気の秘密（2015年11月26日、テレビ東京）[5]